# Ігри влади (фільм)
«Ігри влади» (англ. State of Play) — американсько-британсько-французький політичний трилер режисера Кевіна МакДональда, що вийшов 2009 року. Картина створена на основі телесеріалу Велика гра.
Сценарій картини написали Меттью Майкл Карнаган, Тоні Ґілрой і Біллі Рей, продюсерами були Тім Беван, Ерік Феллнер й Ендрю Гауптман. Уперше фільм продемонстрували 17 квітня 2009 року в Канаді.
В Україні прем'єра фільму відбулась 18 червня 2009 року.

## Сюжет
| Американський журналіст МакЕффрі розслідує серію жорстоких убивств. Однією з жертв стає коханка успішного конгресмена Коллінза, давнього друга Маккеффрі. Докази відкривають перед журналістом ланцюжок дивовижних змов, що ведуть у вищі політичні кола країни. Люди, з якими йому доведеться мати справу, крутять мільярдами доларів і не звикли, коли в їхні справи втручаються сторонні. |

## У ролях
| Актор            | Персонаж                                | Роль                                                            |
| ---------------- | --------------------------------------- | --------------------------------------------------------------- |
| Рассел Кроу      | Кел МакЕффрі (англ. Cal McAffrey)       | журналіст, що займається розслідуваннями, друг Стівена Коллінза |
| Бен Аффлек       | Стівен Коллінз (англ. Stephen Collins)  | конгресмен США, друг Кела МакЕффрі                              |
| Рейчел Макадамс  | Делла Фрай (англ. Della Frye)           | репортерка і блоґерка онлайн-газети, де працює МакЕффрі         |
| Гелен Міррен     | Камерон Лінн (англ. Cameron Lynne)      | редакторка газети                                               |
| Робін Райт       | Енн Коллінс (англ. Anne Collins)        | колишня дружина Стівена Коллінза                                |
| Гаррі Леннікс    | Дональд Белл (англ. Donald Bell)        | детектив                                                        |
| Джейсон Бейтман  | Домінік Фой (англ. Dominic Foy)         | PR-менеджер дочірньої компанії PointCorp                        |
| Джефф Деніелс    | Джордж Фергус (англ. George Fergus)     | конгресмен                                                      |
| Майкл Беррессе   | Роберт Бінґгем (англ. Robert Bingham)   | вбивця-соціопат                                                 |
| Віола Девіс      | Джутін Франклін (англ. Judith Franklin) | лікарка моргу                                                   |
| Зої Лістер-Джонс | Джессі (англ. Jessy)                    |                                                                 |
| Девід Гарбор     | —                                       | інсайдер PointCorp                                              |

## Сприйняття

### Критика
Фільм отримав загалом позитивні відгуки: Rotten Tomatoes дав оцінку 84 % на основі 205 відгуків від критиків (середня оцінка 6,9/10) і 71 % від глядачів із середньою оцінкою 3,6/5 (121,626 голосів), сказавши, що «напружений, добре зіграний політичний трилер „Ігри влади“ долає деякі невитончені сюжетні переходи розумним сценарієм і швидкою режисурою», Internet Movie Database — 7,1/10 (77 976 голосів), Metacritic — 64/100 (36 відгуків криків) і 7,3/10 від глядачів (82 голоси).

### Касові збори
Під час показу у США, що стартував 17 квітня 2009 року, протягом першого тижня фільм показали у 2,803 кінотеатрах і він зібрав $14,071,280, що на той час дозволило йому зайняти 2 місце серед усіх прем'єр. Показ протривав 63 дні (9 тижнів) і закінчився 18 червня 2009 року, зібравши в прокаті у США $37,017,955, а у світі — $54,427,434, тобто $91,445,389 загалом при бюджеті $60 млн.

### Нагороди і номінації[10]
| Рік  | Нагорода                                      | Категорія                                                                   | Номінант         | Результат |
| ---- | --------------------------------------------- | --------------------------------------------------------------------------- | ---------------- | --------- |
| 2009 | Australian Film Institute International Award | Найкращий актор                                                             | Рассел Кроу      | Перемога  |
| 2009 | Casting Society of America                    | Особливі досягнення у доборі акторів — великобюжетні художні фільми — драма | Еві Кауфман      | Номінація |
| 2010 | London Critics Circle Film Awards             | Британський режисер року                                                    | Кевін МакДональд | Номінація |